# Shooroop
Андре́й Серге́евич Бабу́рин (род. 12 июля 1971, Ленинград), более известный как Shooroop (Шуру́п) — российский рэпер, музыкальный продюсер, звукорежиссёр, бывший участник групп «Термоядерный джем» и «Дэцо», а также бывший участник хип-хоп-объединения «Bad B. Альянс».
В 1986 году Андрей Бабурин начал заниматься брейк-дансом, благодаря чему познакомился с первой волной брейк-данса в стране. В 1991 году вошёл в состав группы «Термоядерный джем», в рамках которой работал концертным директором «Мистера Малого». В 1994 году стал участником рэп-группы «Дэцо», известной по песне «Коля, я здесь!», а также принял участие в записи первого альбома группы «Братья Улыбайте» (ex-«Дэцо»). В 2004 году Shooroop выпустил сольный альбом «Камень, ножницы, бумага».
С 1999 года занимался музыкальным продюсированием хип-хоп-артистов и групп, входящих в «Bad B. Альянс». После распада «Альянса» продолжил работать с Александром Толмацким, его сыном ДеЦлом и Лигалайзом. Самым известным его релизом является дебютный альбом ДеЦла, «Кто ты?», который Shooroop спродюсировал совместно с DJ LA’ем, а среди известных треков — «Слёзы» (ДеЦл, 1999), «Пачка сигарет» («Легальный бизне$$», 1999), «Мелодия души» («Легальный бизне$$», 2000), «Надежда на завтра» («Bad B. Альянс», 2000), «Доктор Шеff» (Шеff, 2000), «Вечеринка» (ДеЦл, 2000), «Мужчины» («Белый шоколад», 2001), «Море» (ДеЦл, 2001), «Бог есть» (Detsl aka Le Truk и Лигалайз, 2004).

## Карьера
Андрей Бабурин родился 12 июля 1971 года в Ленинграде. Его псевдоним Shooroop появился в 1986 году во времена, когда Андрей помогал своим друзьям чинить примусы, телевизоры и магнитофоны. И когда собирал всё обратно, то всегда оставался лишний шуруп. По образованию — переводчик с французского и английского языков. Учился в техникуме на радиотехника, после поработал две недели телемастером, а затем стал танцевать. В 1986 году в школу, где учился Бабурин, из соседней школы пришёл Тарас Шевченко, который на школьном огоньке показал новый танец — брейк-данс. Так Бабурин узнал о существовании места под названием «Треугольник» рядом с Дворцовым мостом, где он и научился новому танцу и познакомился с DJ LA'ем, «Баскетом» и «Скалей», первой хип-хоп-тусовкой Ленинграда. Также Бабурин учился брейк-дансу, просматривая на видеокассетах фильмы Брейк-данс-1, «Брейк-данс-2», «Бит-стрит».
С 19 по 21 апреля 1991 года выступил в составе танцевальной группы Factory of House на первом Всесоюзном фестивале рэп-музыки «Рэп-пик-91». Сразу после фестиваля по приглашению Дениса «DJ Тенгиза» Чернышова Shooroop вошёл в состав группы «Термоядерный джем» в качестве концертного директора группы и МС. В 1992 году в состав группы вошёл Андрей «Мистер Малой» Цыганов, первые треки с которым были записаны на домашней студии Андрея «Репы» Репникова. Первые треки группы «Термоядерный джем» (а позднее, и группы «Дэцо») записывались на аналоговую аудиокассету на 4х-канальной портастудии «Amstrad». Для создания скретча в песнях «Малого» был приглашён знакомый Шурупа, диджей «Wolf» («Вольф»), участник рэп-группы «Имя защищено», который в то время делал скретчи на советском виниловом проигрывателе фирмы «Аккорд». Сам же Шуруп принял участие в записи бэк-вокалов к пяти песням, а также спродюсировал одну песню «Knockout» для дебютного альбома «Рапиристы», который был выпущен на аудиокассетах в 1992 году. В 1993 году «Шуруп» принял участие в съёмках видеоклипа на песню «Буду погибать молодым», а сама песня попала в хит-парад «Чёртова дюжина капитана Фанни» по результатам ротации в передаче «Танцевальная академия», которую вёл Владимир «DJ Фонарь» Фонарёв на радио «Максимум».
В 1994 году была образована рэп-группа «Дэцо», в которую вошли Андрей «Shooroop» Бабурин (из группы «Мистер Малой и Ти-Джем»), Алексей «Скаля» Скалинов (из группы Bad Balance), Константин «Хром» Королёв (из группы «Мальчишник») и Андрей «DJ Primat» Сорожкин. Название группы происходит от имени героя художественного фильма «Медсёстры ночной смены» — Detso Ritter. 12 декабря 1994 года группа выступила на фестивале Rap Music в Московском дворце молодёжи, но призового места там не заняла. Первые песни группа записывала в домашних условиях у одного из участников группы, Константина «Хрома» Королёва. Получив положительные отзывы от своих друзей, группа отправилась на профессиональную студию группы «Форум», где перезаписала три песни, в дальнейшем попавшие в ротацию на местном радио. В записи песен группе помогал клавишник группы «Аквариум» и саксофонист группы «Алиса». За музыку на альбоме отвечал Shooroop, а за скретчи — DJ Primat. На все деньги от выхода альбома группа сняла видеоклип на заглавную песню с одноимённого альбома «Коля, я здесь!», но в ротацию телеканала «MTV Россия» он попал лишь в начале 2000 года.
В 1998 году «Шуруп» ушёл из группы, а сама группа позже сменила название на «Братья Улыбайте», поскольку в это время в Москве появился рэпер с похожим именем — «ДеЦл». 3 ноября на лейбле «Крем Рекордс» вышел дебютный альбом группы «Юлия любит Юрия», на котором Шуруп принял участие в записи трёх песен, а песня «Коля, я здесь!» была перезаписана без его участия и выпущена на альбоме в качестве бонус-трека.
C 1999 по 2004 год «Шуруп» пять лет сотрудничал с Александром Толмацким. В 1999 году по приглашению DJ LA’я и Влада Валова Shooroop приехал в Москву, пришёл в офис продюсерской компании «Медиа-Стар» к Александру Толмацкому на должность звукорежиссёра и сказал ему, что он умеет всё, хотя на самом деле он ничего не умел. Так у него появилась работа на студии звукозаписи «Тон-ателье № 1» в «Останкино». Две недели Бабурин спал на студии и смотрел, как работает за микшерным пультом звукорежиссёр группы «Моральный кодекс», Андрей Иванов, а затем сам научился делать запись и сведение музыки в системе Digidesign ProTools с применением семплеров фирмы Akai. В 1999 году Shooroop вместе с LA’ем спродюсировал дебютный альбом ДеЦла, «Кто ты?». О процессе создания совместных треков на студии Shooroop рассказал в интервью для журнала Hip-Hop Info:
У меня вот какая фишка. Я набираю семплы таких исполнителей 70х-80-х годов, которые отличаются взрослостью, молодой рэпер не станет их слушать в оригинале. А это и есть настоящие корни хип-хопа: блюз, джаз-рок, бентл, фанк и всё такое. Надо подтягивать корни, потому что вся энергия хип-хопа идёт от них. У меня всё строится на настроении. Делаю музыку, даже не зная текста. Накидываю двадцать-тридцать болванок, приходят ребята, выбирают. Потом вместе садимся и уже дорабатываем, что-то добавляем, что-то изменяем, вот и выходит настоящая музыка. Работая с рэперами я могу подкорректировать настроение в музыке, но как-то повлиять на тексты, к сожалению, не удаётся, ругаюсь, но ничего не получается.
В 2001 году в интервью для сайта группы Bad Balance «Шуруп» рассказал о новом методе создания музыки для песен:
Мы сейчас ищем новую схему для написания музыки. Раньше все работали по одной схеме, как и у всех, наверное. Мы накидаем с Глебом 30 болванок, потом приходят ребята и по текстам смотрят: срастается — не срастается. Сейчас ребята голос пишут под метроном и голосом делают мелодию, какую хотят, как им удобнее, а мы потом музыку под голос пишем.
5 января 2000 года Shooroop должен был отправиться вместе с группой Bad Balance в Нью-Йорк для записи нового альбома «Каменный лес», но за три дня до отъезда он потерял свой заграничный паспорт. Несмотря на это, после возвращения группы в Москву «Шуруп» заново сделал сведение альбома в Москве, поскольку в Америке его «плохо свели».
С 1999 по 2001 год видеоклипы «ДеЦла» на песни «Пятница» (1999), «Слёзы» (1999), «Вечеринка» (2000), «Кровь моя кровь» (2000), «Кто ты?» (2000), «Письмо» (2001), «Море» (2001), «Уличные псы» (2001) и «Рифмы по-английски» (2001), музыку к которым сделали Shooroop и «LA», попали в ротацию чартов «Русская десятка» и «20 самых-самых» телеканала «MTV Россия».
В 2000 году видеоклип «Bad B. Альянса» на песню «Надежда на завтра», музыку к которой сделал Shooroop, попал в ротацию чартов «Русская десятка» и «20 самых-самых» телеканала «MTV Россия».
В 2003 году Shooroop полностью перезаписал, сделал сведение и мастеринг альбома «Провокация» проекта «Лигалайз + П13».
В 2004 году Shooroop записал, сделал сведение и мастеринг альбома Detsl aka Le Truk рэпера ДеЦла, а также спродюсировал одну песню — «Бог есть», записанную при участии Лигалайза.
В 2004 году Shooroop выпустил дебютный альбом «Камень, ножницы, бумага» на лейбле Respect Production. В записи альбома приняли участие рэперы ДеЦл, Лигалайз, MC Молодой, С. О. Макъ, Пьянству Бойс, а также R&B-исполнители Кнара, Валя Атаханова и Карина. Скретчи сделали DJ Nik1 и DJ LA.
В 2010 году Shooroop дал интервью для документального сериала «Хип-хоп в России: от 1-го лица».
В 2015 году был выпущен сборник лучших вещей групп «Дэцо» и «Братья Улыбайте» под названием «Олд скулы».
В 2016 году был переиздан дебютный альбом «Рапиристы» группы «Термоядерный джем» в поддержку участника коллектива, Андрея «Репы» Репникова, попавшего в аварию.
В 2017 году «Шуруп» дал интервью для блога HipHop4Real, где он назвал десять своих любимых альбомов.
В 2017 году Shooroop принял участие в передаче «Sketch & Scratch» на интернет-радио «Most Wanted Radio».
В 2020 году Shooroop спродюсировал сольный альбом Джи Вилкса из Big Black Boots — «Настал G».

## Личная жизнь
С 2010 года Андрей Бабурин живёт на острове Бали в Индонезии. В 2013 году Бабурин встал на путь духовного образования, и в 2016 году стал священником. Основой служения «Bali Rhema» является проповедь Евангелия и молитвы за исцеление прихожан и любого нуждающегося.

## Критика
В 2004 году главный редактор сайта Rap.ru, Андрей Никитин, делая обзор на альбом Децла Aka Le Truk, назвал Шурупа «лучшим рэп-продюсером России».

## Награды
- В 2000 году видеоклип ДеЦла на песню «Вечеринка», музыку к которой сделал Shooroop, победил в номинации «Выбор зрителей MTV Россия» (Russian Viewer’s Choice) на церемонии вручения наград за достижения в индустрии производства видеоклипов «MTV Video Music Awards 2000», которая прошла на сцене нью-йоркского Radio City Music Hall 7 сентября 2000 года[36].
- В 2001 году видеоклипы ДеЦла на песни «Вечеринка», «Кровь моя, кровь» и «Надежда на завтра», музыку к которым сделали Shooroop и «LA», стали лауреатами в номинации «Хит-парад-20» на первой церемонии вручения премии национального музыкального канала «Муз-ТВ», которая состоялась в развлекательном комплексе «Метелица» 15 февраля 2001 года. Награды вручались тем артистам и коллективам, чьи клипы в 2000 году хотя бы единожды занимали верхнюю строчку «Хит-парада-20»[37].

## Дискография

### Альбомы
- 1992 — Рапиристы («Термоядерный джем»)
- 1997 — Коля, я здесь! («Дэцо»)
- 2000 — Юлия любит Юрия («Братья Улыбайте»)
- 2002 — Новый мир («Bad B. Альянс»)
- 2004 — Камень, ножницы, бумага (Shooroop)
- 2015 — Олд скулы («Дэцо»/«Братья Улыбайте»)

### Продюсирование
- 1992 — «Бейспол» (бэк-вокал), «Буду погибать молодым 1991» (бэк-вокал), «Фифти фифти» (вокал), «Дайте денег» (бэк-вокал), «Knockout» (вокал, продюсер) (Термоядерный джем — альбом «Рапиристы»)
- 1997 — «Коля, я здесь!» (Дэцо) (рэп и автор текста «Voulez-Vous…»: Андрей Бабурин)
- 1999 — «Слёзы» (Мэd Dог & ДеЦл) (аранжировка и программирование: DJ Штакет & Shooroop) (МЭD DОГ — альбом «6.3.0.»)
- 1999 — «Бэрримор» (Дэцо) (музыка: Шуруп, Пан DJ) (сборник «Hip-Hop Info #4»)
- 1999 — «Война» (Bad Balance feat. Legalize & БО) (музыка: LA, Shooroop), «Пачка сигарет» (Легальный бизне$$) (музыка: LA, Shooroop), «Пятница» (ДеЦл) (музыка: LA, Shooroop) (сборник «Hip-Hop Info #6»)
- 1999 — «Всё будет хорошо» (вокал: Шуруп) (Bad Balance — альбом «Город джунглей»)
- 2000 — «Кем быть», «Дискоу», «Отдыхать» (речитатив, вокал: Андрей Бабурин (ex. Братья Улыбайте)) («Братья Улыбайте» — альбом «Юлия любит Юрия»)
- 2000 — «Мелодия души» (Легальный бизне$$) (музыка: Shooroop), «Доктор Шеff» (Шеff) (музыка: Shooroop), «Надежда на завтра» (Bad B. Альянс) (музыка: Shooroop), «Нужен только бит» (ДеЦл) (музыка: LA, Shooroop), «20 лет спустя» (музыка: DJ LA & Shooroop) (сборник «Неон Рэп Микс»)
- 2000 — «Надежда на завтра» (Bad B. Альянс) (музыка: Shooroop), «Она знает» (Легальный бизне$$) (музыка: Shooroop/LA), «Гэнгста» (Шеff) (музыка: Shooroop/LA), «Кто ты?» (ДеЦл) (музыка: Shooroop) (сборник «Hip Hop Info #7»)
- 2000 — «Вечеринка у ДеЦла», «Нужен только бит», «Москва — Нью-Йорк», «Кто ты?», «Надежда на завтра», «Слёзы», «Чёрный змей», «Мы отдыхаем», «Пятница» (ДеЦл — альбом «Кто ты?»)
- 2000 — «Вечеринка (Hip-Hop Remix)» (ДеЦл) (Remix — DJ LA) (сборник «Pepsi Хит»)
- 2000 — «Слёзы (Two Step Remix)» (ДеЦл) (музыка: DJ LA, Mad Dog, DJ Шуруп) (Remix — DJ Тенгиз) (сборник «Pepsi Хит»)
- 2000 — «Москва — New York (Из города джунглей в каменный лес)» (Bad Balance) (мастеринг альбома: Shooroop (Bad B. Production))
- 2000 — «Всем всем», «Мелодия души», «Быть с тобою», «Bad B. Альянс», «Мы хотим сегодня», «Пачка сигарет», «Она знает» (Легальный бизне$$ — альбом «Рифмомафия» + запись, сведение, мастеринг)
- 2000 — «Доктор…», «Гэнгста», «Ты готов???», «25 метров» (музыка для альбома Шеff — «Имя Шеff» + мастеринг)
- 2001 — «Каменный лес» (Bad Balance) (сведение альбома: Shooroop, кроме 3, 4, 7, 9, 11, 14, 15, 18 и 19 + мастеринг)
- 2001 — «Мужчины» («Белый шоколад») (музыка: Shooroop) (сборник «Hip Hop Info #8»)
- 2001 — «В любви (Bad. B. Альянс)» (музыка: Shooroop, Брюс (бас-гитара)), «Море» (музыка: Shooroop, LA), «Политики» (музыка: Shooroop) (ДеЦл — альбом «Уличный боец» + мастеринг)
- 2002 — «Не называй меня негр», «Приключения» (музыка: Shooroop) (N’Pans — альбом «Чёрная сторона Легального бизне$$а» + запись, сведение, мастеринг)
- 2002 — «Альянс» (музыка: LA & Shooroop), «Уроки улиц» (музыка: Shooroop), «Rap Music» (музыка: Shooroop), «Война» (музыка: LA & Shooroop), «Надежда на завтра» (музыка: Shooroop), «Bin pa mostrau bu lugar» (музыка: Shooroop), «В любви» (музыка: Shooroop, Брюс (бас-гитара)) (Bad B. Альянс — альбом «Новый мир» + запись, сведение, мастеринг)
- 2003 — «Мужчины» (музыка: Shooroop) («Белый шоколад» — альбом «Три символа»)
- 2003 — «К. Н. Б.» (музыка: Shooroop) (Лигалайз + П13 — альбом «Провокация» + сведение, мастеринг)
- 2004 — «Камень, ножницы, бумага» (Shooroop) (продюсер альбома: Shooroop)
- 2004 — «Бог есть» (музыка: DJ Shooroop, М. В. Хомич) (Detsl — альбом Detsl aka Le Truk + запись, сведение, мастеринг)
- 2005 — «Мягкая тема» (Бонч Бру Бонч) (сведение: Shooroop) (сборник «Rap.Ru #2 Сборник лучшего русского рэпа»)
- 2007 — «Долбанутые соседи» (музыка: DJ Shooroop) (D.O.B. Community — альбом «Полихромный продукт: 3 года выдержки»)
- 2008 — «За закрытой дверью» (сведение: Shooroop) (Noize MC — сборник «The Greatest Hits Vol.1»)
- 2010 — «Свой среди чужих, чужой среди своих 2» (N’Pans) (сведение альбома: DJ Daveed, Shooroop)
- 2020 — «Настал G» (Джи Вилкс из Big Black Boots) (музыка, запись и сведение альбома: Shooroop)